# Marlboro (Vermont)
Marlboro es un pueblo ubicado en el condado de Windham en el estado estadounidense de Vermont. En el año 2010 tenía una población de 1,078 habitantes y una densidad poblacional de 10 personas por km².

## Demografía
Según la Oficina del Censo en 2000 los ingresos medios por hogar en la localidad eran de $41,429 y los ingresos medios por familia eran $44,861. Los hombres tenían unos ingresos medios de $30,313 frente a los $25,673 para las mujeres. La renta per cápita para la localidad era de $19,503. Alrededor del 3.9% de la población estaban por debajo del umbral de pobreza.